# Victorin de Steenhault
 (novembre 2023).
Si vous disposez d'ouvrages ou d'articles de référence ou si vous connaissez des sites web de qualité traitant du thème abordé ici, merci de compléter l'article en donnant les références utiles à sa vérifiabilité et en les liant à la section « Notes et références ».
Victorin Jean-François Augustin De Steenhault, né le 21 octobre 1791 à Vollezele, dans les Pays-Bas autrichiens et mort le 24 avril 1841 à Arlon, en Belgique, est un homme politique du XIXe siècle, ayant notamment été gouverneur de la province de Luxembourg après l'indépendance de la Belgique du Royaume uni des Pays-Bas.
Il fait partie de la famille De Steenhault de Waerbeek (nl).

## Biographie

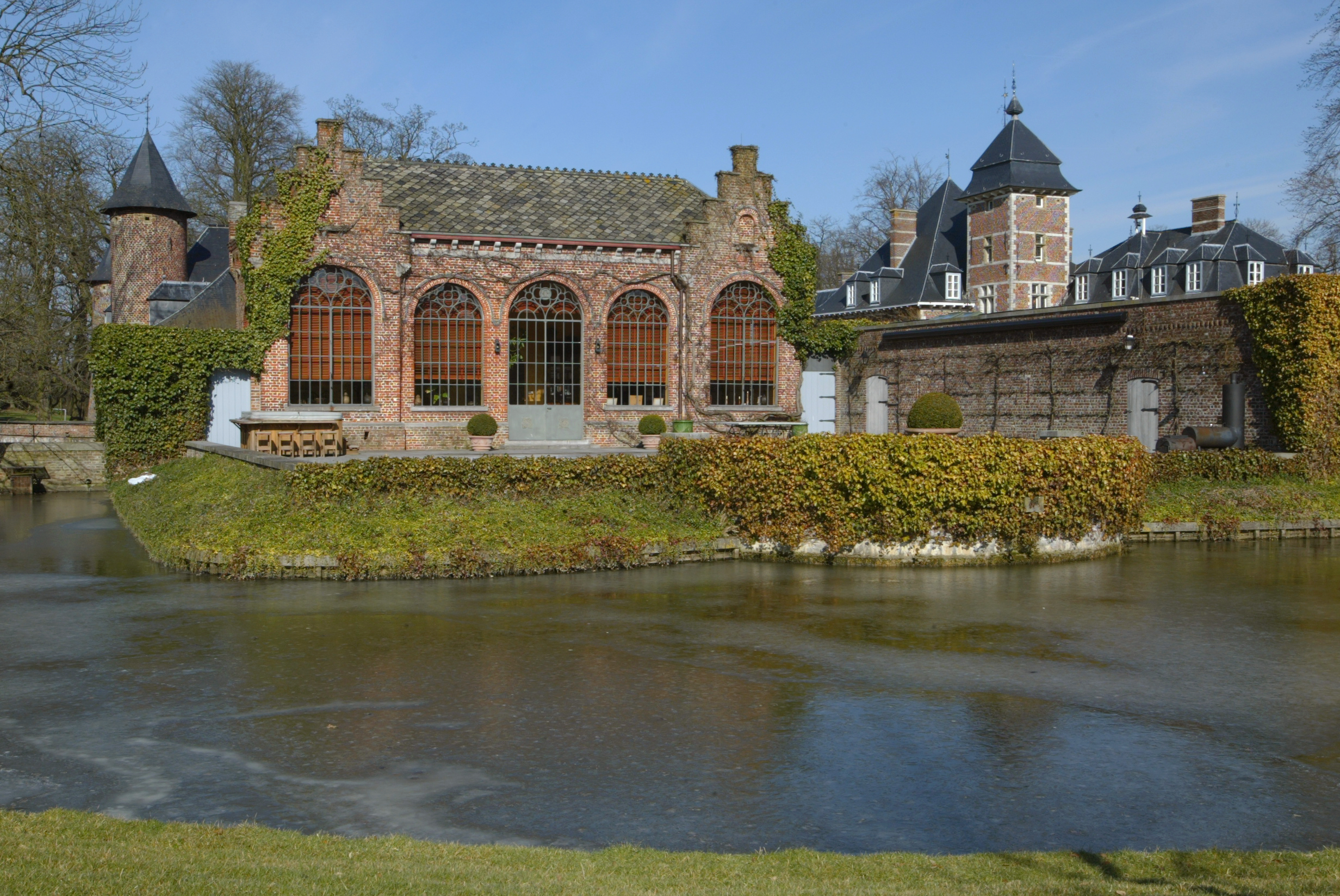
Le château familial à Vollezele, dans l'actuel Brabant flamand.

Victorin de Steenhault voit le jour le 21 octobre 1791, au château de Vollezele (nl), dans l'actuelle commune de Gammerages en Brabant flamand. A l'époque, le territoire fait encore partie des Pays-Bas autrichiens, bien qu'il sera rapidement annexé à la Première République dès 1794. Il fréquente la faculté de droit de l’académie de Bruxelles qui était une université impériale pendant la période du Premier Empire français). Il y obtient le grade de licencié. En 1815, il épouse Marie Moser (1794-1863), d’origine suisse dont il aura deux filles, Eugénie (1818-1895, qui se mariera avec Constant d'Hoffschmidt) et Victorine[réf. nécessaire].
Lors de la période néerlandaise du Royaume uni des Pays-Bas, il est référendaire du conseil d'État attaché au ministère des finances, administrateur des domaines et forêts de 1823 à 1830. Après la révolution belge, il devient directeur à l’enregistrement et des domaines à Gand, jusqu’en 1836, date à laquelle il devient le second gouverneur de la province de Luxembourg, succédant à Jean-Baptiste Thorn. 
Il a été un témoin actif de la séparation des deux Luxembourg par le traité des XXIV articles du 19 avril 1839. À cette époque, il siège à Arlon, le chef-lieu provincial temporaire, devenue ville belge tandis que la ville de Luxembourg reste aux mains des orangistes, fidèle au roi grand-duc, Guillaume Ier. 
Il décède à Arlon le 24 avril 1841 à l’âge de 49 ans[réf. nécessaire].

## Hommages
- Dès son décès, le peintre Jean-Jacques de Langhe est chargé d’exécuter son portrait en vue d’orner les salles du conseil provincial de al province de Luxembourg, dans le palais provincial d'Arlon.
- Le buste en marbre blanc qui surmonte la stèle carrée de sa tombe au cimetière d'Arlon est l’œuvre de Guillaume Geefs, grand sculpteur de l’école belge du 19e siècle. Le monument a été élevé par souscription publique en reconnaissance de sa popularité[réf. nécessaire].

## Distinctions
- Chevalier de l’Ordre de Léopold en 1840[réf. nécessaire].